# Sindicato Nacional de Trabajadores de la Educación
Il Sindicato Nacional de Trabajadores de la Educación è un sindacato messicano che riunisce gli insegnanti dipendenti dalla Segreteria della Pubblica Istruzione messicana. Dal 2013 il suo presidente è Juan Diaz de la Torre.
È attualmente il più grande sindacato degli insegnanti in America.

## Storia
Il SNTE ha le sue radici nella lotta del sindacato degli insegnanti fin dai tempi del presidente Porfirio Díaz, facilmente repressa dal governo dell'epoca. Grandi gruppi di insegnanti si formarono con lo sciopero degli insegnanti a maggio 1919 e con lo sciopero di Veracruz nel 1927 e nel 1928. Entrambi i movimenti interessarono la costruzione e il rafforzamento della Confederazione messicana degli insegnanti.
Nel 1935 inizia l'"irruzione delle masse", come veniva chiamata, al momento della fondazione, nei primi due anni della Confederazione messicana degli insegnanti e, più tardi, nel 1934, con la fondazione della Lega dei Lavoratori dell'Educazione (sotto la direzione del Partito Comunista del Messico, del CEN e della Confederación de Trabajadores de México), dell'Università dei lavoratori e della Federazione Nazionale dei Lavoratori dell'Educazione.  Nel 1935 dal Fronte Unito si forma la Lega dei Lavoratori dell'Educazione Nazionale, che si conclude nello stesso anno con la creazione della Confederazione Nazionale dei Lavoratori dell'Educazione.
Dal 1939 si è cominciata a rafforzare la SNTE, formazione con diverse corporazioni e sindacati che sono stati aderenti alla Confederazione dei Lavoratori del Messico (CTM).
Nel 1936 la Confederazione dei Lavoratori del Messico ha sostenuto la creazione dell'Unione dei Lavoratori dell'Educazione della Repubblica Messicana (STERM Inter). Sin dalla sua fondazione si è seguito l'ideale di una base che si conclude con la concezione del sistema di istruzione nazionale. Ma i conflitti magistrali si intensificarono, al punto che le organizzazioni imprenditoriali di quel tempo crearono i sindacati di opposizione per l'educazione ecclesiastica nel Fronte Rivoluzionario degli insegnanti (dopo il Sindacato Messicano degli insegnanti e dei lavoratori dell'Istruzione).
Si verifica una crisi che causa l'emergere dello SNATE, un'offensiva 'anti' alla fine del 1930-40, tra i primi che incoraggiarono la nascita del FRMM, così da rimuovere Hermegildo de la Peña dal Segretariato generale dello STERM, provocando la crisi dello FSTSE. A ciò seguì l '"età del terrore" negli anni di Vejar Octavio Vazquez, che ha cercato di unire i docenti dalla parte superiore della leadership, ma riuscì solo la divisione di Querétaro e l'ascesa di SMMTE e Sünte, provocazioni, queste, antimagisteriali. Perciò vi furono scontri, ancora una volta, tra antiestudiantiles e antimagisteriales.
Si cercò di unificare l'insegnamento nel mese di aprile 1942 con la firma di un patto di unità tra SMMTE, la Sünte e STERM. Con l'azione congiunta dei primi due e l'offensiva del SEP, sono stati raggiunti 'accordi-insidia', che portarono gli insegnanti a formare delle gilde.
In seguito, il marchio comunitario ha sostenuto la creazione del SNTE presente nel 1943, con la guida di Luis Chavez Orozco, con la decisione di rimanere per circa un anno per evitare divisioni interne del sindacato.
Più tardi, durante l'amministrazione di Adolfo López Mateos ci si trovò ad affrontare il più grande sciopero degli insegnanti nella prima metà del XX secolo, che fu brutalmente soppresso nonostante sia stato nel quadro del diritto costituzionale di sciopero. Così, la SNTE consolidò di unificare il Sindacato Messicano degli insegnanti e dei Lavoratori dell'Educazione.
Dopo diversi segretari generali, è stato eletto il professore di San Luis Potosí Jonguitud Carlos Barrios nel 1974. La sua gestione è stata controversa, in particolare per la promozione di sindacalismo in base a scioperi. Eccezioni costanti, guasti e statuti irregolari sono stati originariamente fatti notare come alibi di colpevolezza dall'opposizione, cioè l'Unione e Coordinamento Nazionale dei Lavoratori dell'Educazione. Continuò la polemica contro la sua gestione del SNTE, finché il presidente Carlos Salinas de Gortari, in udienza, non richiederà le sue dimissioni, che avverranno nel 1989.
Si ebbe poi un nuovo leader del SNTE, l'ancora più controversa Elba Esther Gordillo Morales, che è stata accusata di omicidi che durante la sua gestione hanno apportato un suo arricchimento personale 'inspiegabile', che l'interessata ha, però, sempre negato. Da allora è stata il presidente a vita dell'organizzazione, una posizione per cui è stata accusata di fermare l'avanzata delle riforme dell'istruzione.

## Il SNTE e la via politica e sociale
Il SNTE all'inizio presentava l'ideale di consentire un'unità sindacale dei lavoratori dell'istruzione in tutto il paese, essendo i membri del SNTE attratti dal potere che rappresentava l'esistenza di una sola unione nazionale.
Supportato dai suoi legami con lo Stato e il Partito della Rivoluzione Messicana (PRM), la SNTE divenne un pilastro dello stato, identificato con il nazionalismo e l'egemonia politica, con l'unità di tutti i lavoratori in materia di istruzione del paese e la voce degli interessi di business per l'autorità educativa.
Il SNTE è riconosciuto nelle decisioni politiche educative come gruppo che rappresentano gli interessi professionali, tecnico, amministrativo e sociale, che costituiscono la base del settore dell'istruzione. Essa si manifesta in difesa dei principi di cui all'articolo 3 della Costituzione messicana e sostenere l'istruzione gratuita e obbligatoria da parte dello Stato.
Attualmente, i membri del sindacato devono pagare l'1% dello stipendio alla cooperazione sindacale.

## Organizzazione
Il SNTE è composto da un Presidente nazionale, un generale Segretariato esecutivo, Chartered, gli organismi nazionali di direzione, organizzazioni e associazioni di solidarietà ausiliario. È diviso in 54 delegazioni sindacali in tutto il Messico..
| Delegazioni sindacali del SNTE | Delegazioni sindacali del SNTE                                                                                  | Delegazioni sindacali del SNTE                       | Delegazioni sindacali del SNTE |
| Numero                         | Stato | Segretario/a generale                                | Sito Web |
| ------------------------------ | --- | ---------------------------------------------------- | --- |
| 1                              | Aguascalientes                                                                                                  | Prof.ssa Juana Alicia Espinosa de los Monteros Ortiz | https://web.archive.org/web/20130516101120/http://snteags.org.mx/ |
| 2                              | Baja California                                                                                                 | Prof. Rogelio Alejandro Gudiño Valenzuela            | http://www.seccion2.com/ |
| 3                              | Baja California Sur                                                                                             | Prof. Mateo Casillas Ibarra                          | https://web.archive.org/web/20121028140544/http://www.sntebcs.org.mx/ |
| 4                              | Campeche | Prof. Mario Alberto Rodríguez Suárez                 | https://web.archive.org/web/20130518164441/http://snte04.org.mx/ |
| 5                              | Coahuila de Zaragoza                                                                                            | Prof. Blas Mario Montoya Duarte                      | http://www.snteseccion5.org.mx/ Archiviato il 9 maggio 2013 in Internet Archive.                                                                                                  |
| 6                              | Colima | Prof. José de Jesús Villanueva Gutiérrez             | https://web.archive.org/web/20130410162007/http://www.snte6.org.mx/ |
| 7                              | Chiapas | Prof. Rosendo Galíndez Martínez                      | https://web.archive.org/web/20121222002640/http://www.snte7chiapas.org.mx/ |
| 8                              | Chihuahua | Prof. Alejandro Villarreal Aldaz                     | https://web.archive.org/web/20130316031308/http://www.snteseccion8.org.mx/ |
| 9                              | Distrito Federal Inicial, Preescolar y Primaria.                                                                | Prof.ssa María Teresa Pérez Ramírez                  | http://www.snteseccion9.org.mx/ Archiviato il 15 marzo 2013 in Internet Archive.                                                                                                  |
| 10                             | Distrito Federal Postprimaria (secundaria), educación física y artística y educación superior y media superior. | Prof. Jaime León Navarrete                           | http://www.snteseccion10.org.mx/ Archiviato il 18 maggio 2013 in Internet Archive.                                                                                                |
| 11                             | Distrito Federal Personal de Asistencia y Apoyo a la Educación.                                                 | Prof. Juan Gabriel Corchado Acevedo                  | https://web.archive.org/web/20140522003614/http://www.seccion11snte.org.mx/p/index.php?option=com_content&view=frontpage (fronte pubblico in basso) http://seccion11.snte.org.mx/ |
| 12                             | Durango | Prof.ssa Adriana de Jesús Villa Huizar               | https://web.archive.org/web/20130518114854/http://seccion12durango.org.mx/ |
| 13                             | Guanajuato | Prof. Juan Elías Chávez                              | https://web.archive.org/web/20110301062608/http://snteseccion13gto.com/ |
| 14                             | Guerrero | Prof. José Hilario Ruiz Estrada                      | https://web.archive.org/web/20130308100820/http://www.snte.org.mx/pics/tools/visitaelsitio.png                                                                                    |
| 15                             | Hidalgo | Prof. Francisco Sinuhé Ramírez                       | https://web.archive.org/web/20130328112139/http://snteseccion15.com/ |
| 16                             | Jalisco | Prof. Flavio Humberto Bernal Quezada                 | https://web.archive.org/web/20140522001110/http://snte16.mexico.org/ |
| 17                             | Estado de México Valle de Toluca (zona rurale)                                                                  | Prof. Gustavo Michua y Michua                        | https://web.archive.org/web/20130629172845/http://www.snte17.org/ |
| 18                             | Michoacán de Ocampo                                                                                             | Prof. Angélica Reyes Ávila                           | https://web.archive.org/web/20130326032729/http://www.snte18michoacan.org.mx/ https://web.archive.org/web/20130517201500/http://www.seccionxviii.org/                             |
| 19                             | Morelos | Prof.ssa María Eugenia Ocampo Bedolla                | http://www.snteseccion19.org.mx/ |
| 20                             | Nayarit | Prof. Roberto Ávila Arciniega                        | https://archive.is/20130305231547/snte20.wordpress.com/ |
| 21                             | Nuevo León | Prof. Casimiro Alemán Castillo                       | https://web.archive.org/web/20130503130755/http://www.snte21.org.mx/ |
| 22                             | Oaxaca | Rubén Núñez Ginez                                    | http://www.seccion22.org.mx/ |
| 23                             | Puebla | Prof. Emilio Salgado Néstor                          | http://www.snteseccion23.org.mx/ Archiviato il 5 maggio 2013 in Internet Archive.                                                                                                 |
| 24                             | Querétaro de Arteaga                                                                                            | Prof. Juan Emilio Hernández Molina                   | https://web.archive.org/web/20130618030808/http://www.snteseccion24.org/ |
| 25                             | Quintana Roo | Prof. Rafael González Sabido                         | (sin sitio vigente) |
| 26                             | San Luis Potosí                                                                                                 | Prof. Ricardo García Melo                            | http://www.snte26.org.mx/ Archiviato il 9 aprile 2013 in Internet Archive. |
| 27                             | Sinaloa | Prof. Jesús Salomé Rodríguez Manjarrez               | https://web.archive.org/web/20130429055446/http://www.snte27-org.com/ |
| 28                             | Sonora | Prof. Fermín Borbón Cota                             | https://web.archive.org/web/20130310032506/http://www.snte28.org.mx/ |
| 29                             | Tabasco | Prof. Guadalupe Arias Acopa                          | https://web.archive.org/web/20130402000815/http://www.snteseccion29.org.mx/ |
| 30                             | Tamaulipas | Prof. Jesús Rafael Méndez Salas                      | https://web.archive.org/web/20130315145039/http://www.snte30.org.mx/ |
| 31                             | Tlaxcala | Prof. J. Carmen Corona Pérez                         | https://web.archive.org/web/20130423040801/http://snte31.org.mx/ |
| 32                             | Veracruz de Ignacio de la Llave                                                                                 | Prof. Juan Nicolás Callejas Roldán                   | https://web.archive.org/web/20120926083812/http://www.sntesecc32.org.mx/ https://iscipsnte32.blogspot.com/                                                                        |
| 33                             | Yucatán | Prof. Alfredo Zmery Alba                             | https://web.archive.org/web/20130718230004/http://snte33.org/ |
| 34                             | Zacatecas | Prof. Omar Pereyra Pérez                             | https://web.archive.org/web/20130620133148/http://www.snte34.org/ |
| 35                             | La laguna: Coahuila de Zaragoza e Durango                                                                       | Prof. Javier Cordero Salazar                         | http://www.seccion35.org.mx/Secc35/ |
| 36                             | Estado de México Valle de México (zona urbana)                                                                  | Prof. Héctor Cristóbal Ánimas Vargas                 | http://www.snteseccion9.org.mx/ Archiviato il 15 marzo 2013 in Internet Archive.                                                                                                  |
| 37                             | Baja California                                                                                                 | Prof. José Alberto Martínez Carrillo                 | https://web.archive.org/web/20130208023030/http://www.snte37.com/ |
| 38                             | Coahuila de Zaragoza                                                                                            | Prof. Rubén Delgadillo Romo                          | https://web.archive.org/web/20130630231128/http://snte38.org.mx/ |
| 39                             | Colima | Prof. Adrián Orozco Neri                             | https://web.archive.org/web/20130303014719/http://www.snte39.org.mx/ |
| 40                             | Chiapas | Prof. Julio César León Campuzano                     | https://web.archive.org/web/20130115085953/http://www.seccion40.com.mx/SNTEe/ |
| 42                             | Chihuahua | Prof. René Frías Bencomo                             | http://www.seccion42.org.mx/ Archiviato il 18 maggio 2013 in Internet Archive. |
| 44                             | Durango | Prof.ssa Clara Eugenia Gurrola Zamora                | https://snte44.blogspot.com/ |
| 45                             | Guanajuato | Prof. Juan Elías Chávez                              | https://web.archive.org/web/20130609233946/http://www.snteseccion45.org.mx/ |
| 47                             | Jalisco | Prof. Flavio Humberto Bernal Quezada                 | https://web.archive.org/web/20130805100959/http://seccion47.com.mx/main.html |
| 49                             | Nayarit | Prof. Miguel Ángel Islas Chio                        | https://web.archive.org/web/20130721115225/http://snte49nay.org/ |
| 50                             | Nuevo León | Prof. Guadalupe Castillo García                      | http://www.snte50.org.mx/ Archiviato il 22 maggio 2013 in Internet Archive. |
| 51                             | Puebla | Prof. Jorge Luis Barrera De la Rosa                  | https://web.archive.org/web/20120809000334/http://www.snte51.org.mx/ |
| 52                             | San Luis Potosí                                                                                                 | Prof. Luis Antonio Argüello                          | https://web.archive.org/web/20130404060832/http://snteseccion52.org.mx/joomla/ |
| 53                             | Sinaloa | Prof. José Silvino Zavala Araujo                     | https://web.archive.org/web/20120618133653/http://snte53.org/ |
| 54                             | Sonora | Prof. José Jaime Rochín Carrillo                     | https://web.archive.org/web/20130328153347/http://snte54.com.mx/ |
| 55                             | Tlaxcala | Prof. Armando Ramos Flores                           | (Nessun sito web corrente) |
| 56                             | Veracruz de Ignacio de la Llave                                                                                 | Prof. Manuel Arellano Méndez                         | https://web.archive.org/web/20130323235600/http://snteseccion56veracruz.org.mx/                                                                                                   |
| 57                             | Yucatán | Prof. Marbellino Ángel Burgos Narváez                | https://web.archive.org/web/20130720205344/http://snte57.org/ |
| 58                             | Zacatecas | Prof. Ramón García Pedroza                           | http://www.snteseccion58.org.mx/ Archiviato il 21 maggio 2013 in Internet Archive.                                                                                                |
| 59                             | Oaxaca | Prof. Joaquín Echeverría Lara                        | (Nessun sito web corrente: fondato nel 2006, 1º Congresso nel 2012) |

Il gruppo di sostegno di educazione accorpa più di 53.000 lavoratori di supporto e assistenza all'istruzione nel mese di giugno, tra cui acquisizioni, finanza e amministrazione del sindacato nazionale.

### Presidenti del SNTE
- 1943-1944 Luis Chávez Orozco
- 1974-1989 Carlos Jonguitud Barrios
- 1989-2013 Elba Esther Gordillo Morales
- 2013-presente Juan Díaz de la Torre